# 미즈시마촌 (사가현)
미즈시마촌(満島村)은 사가현 히가시마쓰우라군에 있던 촌이다. 현재의 가라쓰시에 해당한다.

## 역사
- 1889년 4월 1일 - 정촌제 시행에 의해 미즈시마촌이 성립하였다.
- 1924년 1월 1일 - 가라쓰정에 편입해 폐지되었다.

## 교통
- 1900년 하마사키까지 마차궤도 개설, 1903년 가라쓰정까지 운행

## 참고문헌
- 角川日本地名大辞典 41 佐賀県
- 『市町村名変遷辞典』東京堂出版、1990年。